# José Clemente Orozco
José Clemente Orozco Flores, mehiški karikaturist, muralist in litograf, * 23. november 1883, Zapotlán el Grande, pozneje Ciudad Guzmán, Jalisco, † 7. september 1949, Ciudad de México
Končal je Escuela Nacional de Agricultura, študiral je tudi matematiko in arhitekturno risbo.
Leta 2010 je MoMA predstavil veliko retrospektivo njegovega dela; to je bil tretji mehiški umetnik in šesti latinskoameriški po Diegu Riveri (1931), Cándidu Portanario (1940), Robertu Matti (1957), Manuelu Álvarezu Bravu (1997) in Armando Reverón (2007).

## Življenjepis
Ko je bil José Clemente star dve leti, se je njegova družina preselila iz Zapotlána (danes Ciudad Guzmán) v Guadalajaro in kasneje v Ciudad de México. V bližini njegove hiše je bila tiskarna, kjer so bile narejene grafike Joséja Guadalupeja Posade, kjer je spoznal njegovo delo in njegove grafike so ga pripeljale do zanimanja za slikarstvo. Prve barvne lekcije so bile pridobljene z opazovanjem Posade, ki je delal v trgovini Vanegas Arroyo, ko se je vrnil iz šole, bi ga za nekaj minut ustavil, da bi ga opazoval, od tam pa so se pojavili njegovi prvi impulzi k risanju figur. Orozco se je vpisal na Akademijo za likovno umetnost v San Carlosu (Academia de Bellas Artes de San Carlos), da bi obiskoval večerne tečaje risanja.
Leta 1897 so ga poslali na študij na Nacionalno kmetijsko šolo (Escuela Nacional de Agricultura) v San Jacintu in čeprav Joséja kmetijstvo ni zanimalo, mu je uspelo zaslužiti z risanjem topografskih kart.
Poročen je bil z Margarito Valladares, s katero je imel 3 otroke. Njegova prva dela so sestavljala litografije avtohtonega življenja; zanimal se je za slikanje muralov na stenah, kasneje pa je dosegel popolno obvladovanje te tehnike.
Svojo prvo samostojno razstavo je imel v knjigarni Biblos v Ciudad de Méxicou leta 1916. Naslednje leto je potoval po ZDA, živel v San Franciscu in New Yorku in slikal plakate; Slikal je tudi murale za Pomona College v Kaliforniji, Dartmouth College in New School for Social Research v New Yorku; v dekoraciji slednje je naredil pravo fresko, saj je slikal na mokrem ometu; to je bila prva tovrstna izdelava v New Yorku.
Leta 1922 se je pridružil Diegu Riveri in Davidu Alfaru Siqueirosu v sindikatu slikarjev in kiparjev, ki je pod patronatom vlade poskušal obnoviti umetnost stenskega slikarstva. Leta 1926 je po naročilu ministrstva za izobraževanje v mestu Orizaba naslikal mural Reconstrucción, ki zaseda občinsko palačo.

## Orozco v Združenih državah Amerike
Druga slikarska faza Orozca se je začela z njegovim bivanjem v ZDA leta 1927. Tam je naredil tri pomembna stenska dela. V New Yorku, mestu, ki ga je obiskal že drugič, se je posvetil delu in razstavljanju svojih del. Naredil je risbe o prizorih iz revolucije in vrsto oljnih slik; Most Queensboro, Curbz, Winter in podzemna železnica, ki prikazujejo dehumaniziran in mehaniziran značaj velikega mesta.
Po treh letih odsotnosti iz Mehike je umetnostni zgodovinar José Pijoán poskrbel, da so Orozca povabili na Pomona kolidž v Claremontu v Kaliforniji in okrasi dvorano Frary. Tu je naredil enega najpomembnejših motivov v liku Prometeja, mitskega junaka, ki pogumno zgrabi božanski ogenj, da ga dostavi smrtnikom. Osrednja figura murala na Pomona kolidžu je velik akt: zmagoviti Prometej, ki bo moškim pomagal, da se očistijo. Ta velika figura predstavlja izhodišče te nove stopnje za Orozca. Leta 1930 je Orozco izdelal murale na Novi šoli za družbene raziskave v New Yorku. Kasneje so ga povabili, da izvede tečaj fresko tehnike na Dartmouth College v Hannovru v New Hampshireu, kjer je ostal do leta 1934.

## Vrnitev v Mehiko
Po vrnitvi v Mehiko leta 1934 je Orozco izdelal veliko pravokotno tablo v Palacio de Bellas Artes z naslovom Katarza, ki je nasproti Riverove El hombre en la encrucijada (Človek na razpotju). To je krvava predstavitev nasilnega spopada med sodobnim človekom in kaotičnim mehaniziranim svetom, ki ga obdaja in ga hkrati zatira. Od leta 1936 do 1939 je Orozco v Guadalajari izdeloval tri velika stenska dela: na univerzi, v vladni palači in v Hospicio Cabañas. Leta 1936 je na univerzi v Guadalajari okrasil kupolo in stene ploščadi amfiteatra. Na kupoli je naslikal alegorijo moškega in poudaril prednosti izobraževanja in znanstvenih raziskav. V vladni palači Jalisco je Orozco izdelal stensko poslikavo, ki obravnava zgodovinsko temo. Poenotil je zid in obok stopnišča ter dosegel nekakšen triptih, namenjen boju za osvoboditev Mehike. Ogromen Hidalgo je glavno središče zanimanja za to delo. Kar zadeva slike v kapeli Hospicio Cabañas, nastale med letoma 1937 in 1939, je bilo rečeno, da predstavljajo zbirko humanistične filozofije njihovega avtorja, ki izhaja iz nastanka in razvoja Amerike in sveta. To monumentalno delo je sestavljeno iz 40 velikih fresk, ki so v različnih arhitekturnih odsekih celotnega kompleksa: kupola, podporni boben, pandentivi, osem obokov in štirinajst tabel ter več manjših fragmentov stare kapele iz 19. stoletja, zgrajene po oblikovanju Manuela Tolsá. Človek, zajet v plamen, v kupoli, povzema vse obravnavane teme, poleg tega, da je apoteoza teme Prometeja v Orozcovem delu.
Po končanih freskah v Hospicio Cabañas se je Orozco naselil v Mehiki, kjer je odprl razstavo s skicami svojih stenskih slik. Leta 1940 je naredil še dva murala, enega v knjižnici Gabino Ortiz v Jiquilpanu, Michoacánu in drugo v New Yorku.
Delo, opravljeno istega leta, je naročil Muzej moderne umetnosti v New Yorku za razstavo »Dvajset stoletij mehiške umetnosti«. Rezultat je bil Dive Bomber. Tema prikazuje veliko nevarnost, ki jo ima človeštvo nad sabo: duh vojne.

## Vrhovno sodišče države
Leta 1941 je naredil freske na Vrhovnem sodišču države (Suprema Corte de Justicia de la Nación), ki ga sestavljajo štirje paneli, ki zajemajo tri glavne teme. Na dveh panelih je tema pravičnost; v njih kritizira in satira izvajanje pravičnosti, polno napak in krivic. Pravica in njena praksa sta nasprotni. Resnično pravo premagajo šarlatani, demagogi in politiki, ki trdijo, da zagovarjajo ideale svobode in demokracije, vendar delujejo v nasprotni smeri. Drugo vprašanje se nanaša na nacionalno bogastvo; kopenski proizvodi, plemenite kovine in nafta so pod zaščito mehiške zastave in jaguarja, nacionalnih simbolov. Še eno vprašanje se nanaša na družbena gibanja delavcev.

## Zadnja dela
V obdobju od 1941 do 1944 se je Orozco posvetil štafelajnemu slikarstvu, naslikal je znane osebnosti (na primer mehiško igralko Dolores del Río) in še eno velik mural na oboku in koru stare cerkve Jesúsa Nazarena (1942-44) v Ciudad de México. Ideje, ki jih prikazuje tam, so povezane z Apokalipso. Leta 1943 je bil ustanovni član El Colegio Nacional. Proti letu 1946 se je skupaj z Diegom Rivero in Davidom Alfarom Siqueirosom pridružil naročilu za slikanje sten Nacionalnega inštituta za likovno umetnost. Letos je prejel državno nagrado za likovno umetnost Mehike. Leta 1947 je razstavljal v Palacio de Bellas Artes. V Guadalajari so mu leta 1948 naročili, da poslika strop Zakonodajne zbornice. Razvita tema je povezana z mehiško revolucionarno zakonodajo in odlokom, ki ga je Hidalgo na tem mestu razglasil, odpravo suženjstva. Osrednja figura je Hidalgo, bolj umirjen in premišljen od tistega na stopnišču v palači. S tem zadnjim delom zaključuje svoje delo kot muralist. Tako se zaključi njegov krog, v katerem prevladuje kvalitativna vizija človeške drame, bolj kot epsko zgodovinska skrb.
Umrl je 7. septembra 1949 v Ciudad de Méxicou, ko je delal na prvih linijah freske v več družinski stavbi Miguel Alemán. Pokopan je bil v Rotundi slavnih osebnosti.

## Delo
Njegovo delo je del skupine mehiških mehiških slikarjev in muralistov, skupaj z Diegom Rivero in Davidom Alfarom Siqueirosom. Ti mehiški ekspresionistični muralisti so predvidevali neo-reprezentativne ali neo-ikonične trende, ki so se pojavili okoli leta 1960.
Za razliko od Rivere in Siqueirosa, Orozco prikazuje človekovo stanje na apolitičen način; zanimajo ga univerzalne vrednote in ne vztraja toliko pri nacionalnih vrednotah, zato njegove najbolj značilne podobe sporočajo sposobnost človeka, da obvladuje svojo usodo in svojo svobodo ob odločilnih učinkih zgodovine, vere in tehnologije.
Želja po doseganju močnih čustvenih učinkov na njegovih slikah je njegovim delom dala preprostost linij in barv ter jim dala drznost pri interpretaciji sodobnih motivov in družbenih vrednot.

## Slog
Njegov slog temelji na ekspresionističnem realizmu, zavestno povezanem s starimi mehiškimi umetniškimi tradicijami, nasilne dinamike in zelo široke fakture.
José Clemente je pokazal veliko zanimanje za družbena vprašanja, zato so njegova dela odražala vsakdanje življenje podrejenega sveta, kabarete, lokale. Njegovi najljubši predmeti so bili zgodovina Mehike, predkolumbovska zgodovina in kritika sodobnega sveta, zato je zavrnil avantgardne zahodne modele in upodobil avtohtono estetiko.
Kar zadeva njegovo slikarsko tehniko, je iz baroka vzel uporabo c za dramatiko, pa tudi velike diagonale v skupinskih kompozicijah. V svojih figurah je izpostavil geometrizacijo in v svojih delih uporabil tako monumentalnost kot gigantizem.
»Orozco je bil slikar, ki se je zavzemal za družbene vzroke, v katerih je ujel ostro impresiven realizem. Zanj je muralizem najbolj nezainteresiran način ustvarjanja umetnosti, saj ga ni mogoče posebej uporabiti, temveč ima družbeni pomen. To je torej najčistejša in prava umetnost, ki jo ljudje vidijo in se z njimi soočijo.«

## Galerija
- Mural Vsevednost, 1925.
- Moški v ognju, v oboku Hospicio Cabañas.
- Mural v knjižnici Baker, Dartmouth College.
- Mural v knjižnici Baker, Dartmouth College.
- Mladi na Antiguo Colegio de San Ildefonso.
- Strelski jarek na Antiguo Colegio de San Ildefonso.
- Katarza v palači likovnih umetnosti.
- Miguel Hidalgo y Costilla v Palacio de Gobierno de Jalisco, Guadalajara.
- Murali Ustvarjalni in uporniški človek ter ljudje in njihovi lažni voditelji, avditorij Enrique Díaz de León v Muzeju umetnosti Univerze v Guadalajari, Jalisco
- Mural Ustvarjalni in uporniški človek v kupoli avditorija Enrique Díaz de León Muzeja umetnosti Univerze v Guadalajari v Jaliscu.
- Mural Ljudje in njihovi lažni voditelji na stenah odra Avditorija Enrique Díaz de León v Muzeju umetnosti Univerze v Guadalajari, Jalisco.